# Agapornis canus
O inseparável-de-faces-cinzentas, inseparável-malgaxe ou inseparável-de-cabeça-cinzenta (Agapornis canus) é uma das espécies do gênero Agapornis. São nativos da ilha de Madagascar e representam a única espécie do gênero que não é nativa da África Continental. A espécie foi descrita pela primeira vez por Johann Friedrich Gmelin em 1788.
No Brasil a espécie é conhecida popularmente como agapornis cana, cujo nome é parecido ao binominal em latim da espécie, Agapornis Canus.

## Descrição
O A. canus mede cerca de 14 cm e apresenta dimorfismo sexual. O macho tem a cabeça e peito com penas de coloração cinza claro ao branco. A subespécie A. c. ablectaneus possui a cabeça e peito de uma coloração cinza mais escura, tanto o macho quanto a fêmea dessa subspécie são mais escuros.

## Subespécies
Há duas subespécies conhecidas:
- Agapornis canus
  - Agapornis canus canus Descoberta e descrita em 1918,[4] Madagáscar, introduzido nas ilhas do Comores, Rodrigues, Reunião e Seychelles
  - Agapornis canus ablectaneus